# 武田国男
武田国男（1940年1月15日—2024年6月8日）是一位日本企业家。

## 生平
1940年出生于日本神户市，1962年毕业于甲南大学经济学部，毕业后进入家族企业武田药品工业任职，1993年6月升任社长。2001年担任大阪日美协会会长，2003年6月卸任社长一职由长谷川闲史接任，同时升任会长。2009年6月卸任会长。

## 家庭
女儿是日本马术运动员武田丽子。